# Hyundai Ioniq Electric
A Hyundai Ioniq Electric egy akkumulátoros elektromos autótípus, Hyundai Ioniq tisztán elektromos változata. Az autót a 2020-as modellévre felfrissítették, új belső térrel, nagyobb akkumulátorral, valamint megnövelt hatótávolsággal és teljesítménnyel.

## Hajtáslánc és alváz
A Hyundai Ioniq Electrichez tartozik egy hordozható In-Cable Control Box (ICCB), egy elektromos járműtöltő, amely lehetővé teszi az autójukat hagyományos háztartási konnektorról való töltését. Az autó töltőcsatlakozója ott található, ahol általában az üzemanyag-töltőnyílások találhatók; a jármű egy CCS Combo 1 csatlakozóval van felszerelve, amely akár 100 kW töltési teljesítményt is elfogad egy egyenáramú gyorstöltő állomáson, bár a 38 kWh-s változat csak 50 kW-os gyorstöltésre képes.
Az elektromos vontatómotor névleges teljesítménye 118 LE (88 kW), nyomatéka 292 Nm. A teljesítményt 134 LE (10 kW)-re növelték a 2020-as frissítéssel; a maximális nyomatéka pedig 296 Nm-re ra nőtt.
A Hyundai Ioniq Electric váltófülekkel rendelkezik, amelyek lehetővé teszik a vezetők számára, hogy négy regeneratív fékezési szint közül válasszanak. Három vezetési mód (Eco/Normál/Sport) van, amelyek befolyásolják a gázpedál hangolását. A 2020-as modellévtől gyártott modelleknél a regenerációs lapát lenyomva tartása maximális regenerációt és egypedálos tesz lehetővé.
A hátsó felfüggesztést torziós gerendás rendszerre cserélték az Ioniq Hybrid-en használt többlengőkaros rendszer helyett, hogy helyet kapjon a nagyobb, hátsó ülés alatt elhelyezett vontatóakkumulátor.
- Elölnézetből
- Hátulnézetből
- Elölnézetből
- Hátulnézetből
- Elölnézetből
- A Hyundai Ioniq Electric belső tere
- Töltés közben
- Töltés közben
- A Hyundai Ioniq Electric teljesítményszabályozó egysége a villanymotor tetején

## Hatótávolság és hatékonyság
Az Egyesült Államok Környezetvédelmi Ügynökségének (EPA) négyciklusos tesztje alapján a 2017-es Hyundai Ioniq Electric kombinált üzemanyag-fogyasztási mutatója 136 mpg-e. Városi vezetés esetén 150 mpg-e, míg autópályán 122 mpg-e a fogyasztása.
Ezekkel az értékelésekkel a Hyundai Ioniq Electric 2016novemberében az EPA által tanúsított leghatékonyabb járművé vált minden üzemanyagot és minden évjáratot figyelembe véve, megelőzve a 2014-2016-os modellévű BMW i3-at, valamint a 2017-es Toyota Prius Prime-ot, amely a legnagyobb energiahatékonyságú plug-in hibrid tisztán elektromos üzemmódban. Hasonlóképpen, a Green NCAP dicsérte a Hyundai Ioniq Electric-et a magas energiahatékonyságáért, még nagy terhelésű autópályateszt során is.
Az akkumulátor hatótávját a jármű hatékonysága növelte, amit a légellenállás csökkentése és az alacsony gördülési ellenállású gumiabroncsok segítettek elő. A 2017-es Hyundai Ioniq Electric kombinált EPA szerinti hatótávolsága 200 km volt. A Hyundai eredetileg 180 km-es hatótávot várt el az Ioniq Electrictől. Az új európai vezetési ciklus (NEDC) szabvány szerint a hatótáv 280 km. 2019-ben (2020-as modellév) az akkumulátor kapacitása 38,3 kW-órára nőtt, így a hatótávolság a WLTP szerint 311 km-re növekedett.
A töltési idő egy 6,6 kW-os váltóáramú töltő használata esetén 4 óra. Egyenáramú gyorstöltő használatával az akkumulátor körülbelül fél óra alatt 80%-os töltöttségi szintre tölthető. A nagyobb akkumulátorral együtt a fedélzeti váltóáramú töltő kapacitása is növekedett a 2020-as modellévű Ioniq Electric esetében, 6,6 kW-ról 7,2 kW-ra.

## Értékesítés
2021 januárjáig 77 972 db Hyundai Ioniq Electricet adtak el – ebből 36 772 darabot Európában; azaz a világszerte eladott példányok 47%-át Európában adták el.

## Fordítás
Ez a szócikk részben vagy egészben  a   Hyundai Ioniq című angol Wikipédia-szócikk ezen változatának fordításán alapul.  Az eredeti cikk szerkesztőit annak laptörténete sorolja fel. Ez a jelzés csupán a megfogalmazás eredetét és a szerzői jogokat jelzi, nem szolgál a cikkben szereplő információk forrásmegjelöléseként.